# Natali rozsdásrigó
A natali rozsdásrigó (Cossypha natalensis) a madarak (Aves) osztályának verébalakúak (Passeriformes) rendjéhez, ezen belül a légykapófélék (Muscicapidae) családjához tartozó faj.

## Rendszerezése
A fajt Andrew Smith skót zoológus írta le 1840-ben.

## Alfajai
- Cossypha natalensis intensa Mearns, 1913
- Cossypha natalensis larischi Meise, 1958
- Cossypha natalensis natalensis A. Smith, 1840[2]

## Előfordulása
Afrikában, Angola, Botswana, Burundi, a Dél-afrikai Köztársaság, Dél-Szudán, Etiópia, Gabon, Kamerun, Kenya, a Kongói Köztársaság, a Kongói Demokratikus Köztársaság, a Közép-afrikai Köztársaság, Malawi, Mozambik, Namíbia, Nigéria, Ruanda, Szomália, Szudán, Szváziföld, Tanzánia, Uganda, Zambia és Zimbabwe területén honos. 
Természetes élőhelyei a mérsékelt övi erdők, szubtrópusi és trópusi száraz erdők, hegyi esőerdők, szavannák és cserjések, valamint vidéki kertek. Állandó, nem vonuló faj.

## Megjelenése
Testhossza 17 centiméter, testtömege 24-40 gramm.
|  |

## Természetvédelmi helyzete
Az elterjedési területe rendkívül nagy, egyedszáma pedig stabil. A Természetvédelmi Világszövetség Vörös listáján nem fenyegetett fajként szerepel.